# Dèficit neurològic focal
Un dèficit neurològic focal, també conegut com a signe neurològic focal o signe focal del SNC, és una alteració de la funció del sistema nerviós central, sigui en l'encèfal o en la medul·la espinal, que afecta una regió específica del cos, per exemple, debilitat al braç esquerre, a la cama dreta, una parèsia o una paràlisi.
Els dèficits neurològics focals poden ser causats per diverses afeccions mèdiques com ara traumatismes cranials, tumors o ictus; o per diverses malalties com la meningitis o l'encefalitis o com a efecte secundari de certs medicaments com els que s'utilitzen en anestèsia.